# Calymperes crassilimbatum
Calymperes crassilimbatum là một loài rêu trong họ Calymperaceae. Loài này được Renauld & Cardot mô tả khoa học đầu tiên năm 1893.